# Skub
Skub var det officielle tidsskrift for Danmarks Kommunistiske Parti, og var ejet og administreret af partiet. Oprindeligt var Skub en avis der udkom hver måned og erstattede dagbladet Land og Folk men var pr. 1. januar 2010 et medlemsblad der udkommer 4 gange årligt som tidsskrift. 
Skub blev udsendt med posten til abonnenter og medlememer af DKP. 
I forbindelse med sammenlægningen af DKP med Kommunistisk Parti i Danmark i 2023 ophørte Skub med at udkomme og blev erstattet med det fælles partiblad Kommunist, som hidtil var blevet udgivet af KPiD alene.